# 魏裔介
魏裔介（1616年—1686年），字石生，號貞庵，又號昆林。直隸柏鄉縣（今河北省邢臺市柏鄉縣）人。清初政治家、經學家。後入祀賢良祠，追諡文毅。

## 生平
明崇禎十五年（1642年）壬午科順天鄉試舉人。清朝入關，開科取士，魏裔介中式順治三年（1646年）進士，選庶吉士。歷官工兵二科給事中、吏科右給事中。順治十二年（1655年），任都察院左副都御史提督四譯館太常寺少卿。順治十四年（1657年），升左都御史。順治十六年（1659年）加太子太保。康熙二年（1663年）升吏部尚書。康熙三年，武會試正考官、內秘書院大學士，康熙六年，纂修世祖實錄總裁官；康熙九年，保和殿大學士兼禮部尚書，康熙十一年，加太子太傅、光祿大夫。
官至太子太保、保和殿大学士，年僅四十歲，鬚髮皆黑，人稱“烏頭宰相”。對風水亦有研究。

## 著作
著有《圣学知统录》、《知统翼录》、《希贤录》等，总称《兼济堂文集》。

## 家族
高祖魏謙光（子觀），衡山知縣。曾祖魏大成，國子生。祖父魏純粹，萬曆三十二年甲辰進士，山西道監察御史。父魏柏祥，天啓辛酉舉人。弟魏裔訥，順治辛丑進士。
子三人：長子魏勷，弟魏裔慤之子，过继给蔡夫人为子，以荫仕至江西建昌府知府；次子魏嘉孚，蔡夫人出；次魏荔彤，王夫人出。